# فرانک رونشتات
فرانک رونشتات (انگلیسی: Frank Ronstadt؛ زادهٔ ۲۱ ژوئیهٔ ۱۹۹۷) بازیکن فوتبال اهل آلمان است.
از باشگاه‌هایی که در آن بازی کرده‌است می‌توان به باشگاه فوتبال وورتسبورگ کیکرز اشاره کرد.